# Pręgomysz zebrowana
Pręgomysz zebrowana (Lemniscomys zebra) – gatunek gryzonia z rodziny myszowatych występujący w regionie Sudanu i w Afryce Wschodniej.

## Klasyfikacja
Gatunek został opisany naukowo w 1864 roku przez T. von Heuglina. Dawniej ta subsaharyjska pręgomysz była zaliczana do tego samego gatunku co pręgomysz berberyjska (L. barbarus), żyjąca w Maghrebie. Gatunki te mają bardzo podobny wygląd i tę samą liczbę chromosomów (2n = 54). Pręgomysz zebrowana, berberyjska i pustelnicza (L. hoogstraali) tworzą blisko spokrewnioną grupę w obrębie rodzaju Lemniscomys. Przypuszczalnie takson ten jest w rzeczywistości kompleksem kilku blisko spokrewnionych gatunków.

## Biologia
Pręgomysz zebrowana żyje w długim pasie przebiegającym równoleżnikowo przez kontynent. Występuje w Beninie, Burkinie Faso, Czadzie, Demokratycznej Republice Konga, Wybrzeżu Kości Słoniowej, Gambii, Ghanie, Gwinei, Gwinei Bissau, Kenii, Mali, Nigrze, Nigerii, Senegalu, Sudanie, Sudanie Południowym, Tanzanii, Togo i Ugandzie. Spotykana jest do wysokości 1220 m n.p.m. Doniesienia o osobnikach złapanych w Sahelu przypuszczalnie dotyczą innego gatunku. Zamieszkuje tereny trawiasto-leśne i sawannę; była znajdowana na gruntach ornych, wypalonych i zdegradowanych.

## Populacja
Pręgomysz zebrowana jest uznawana za gatunek najmniejszej troski. Lokalnie bywa pospolita, populacja jest stabilna. Ma bardzo duży zasięg występowania i zapewne żyje też w obszarach chronionych.